# Nassunia trux
Nassunia trux är en insektsart som beskrevs av Gustav Breddin. Nassunia trux ingår i släktet Nassunia och familjen hornstritar. Inga underarter finns listade i Catalogue of Life.